# Замок Филиппсруэ
Замок Филиппсруэ (Schloss Philippsruhe) — замок в стиле барокко на западе города Ханау в земле Гессен (Германия). 
Был построен в 1700-1725 годах для графа Филиппа Рейнхарда недалеко от Кессельштадта. 
Современный облик замка в значительной степени является результатом перестроек периода Грюндерцайт: ландграф Фридрих Вильгельм фон Хессен-Румпенхайм жил в замке всего четыре года (с 1880 года до своей смерти в 1884 году), предварительно в замке в течение пяти лет велись ремонтные работы. 
В залах второго этажа замка расположен Исторический музей Ханау. 

## История
В 1594 году граф Филипп Людвиг II купил участок земли в районе сегодняшнего замка, чтобы построить там загородный дом. Однако этот замок эпохи Возрождения был разрушен во время Тридцатилетней войны.

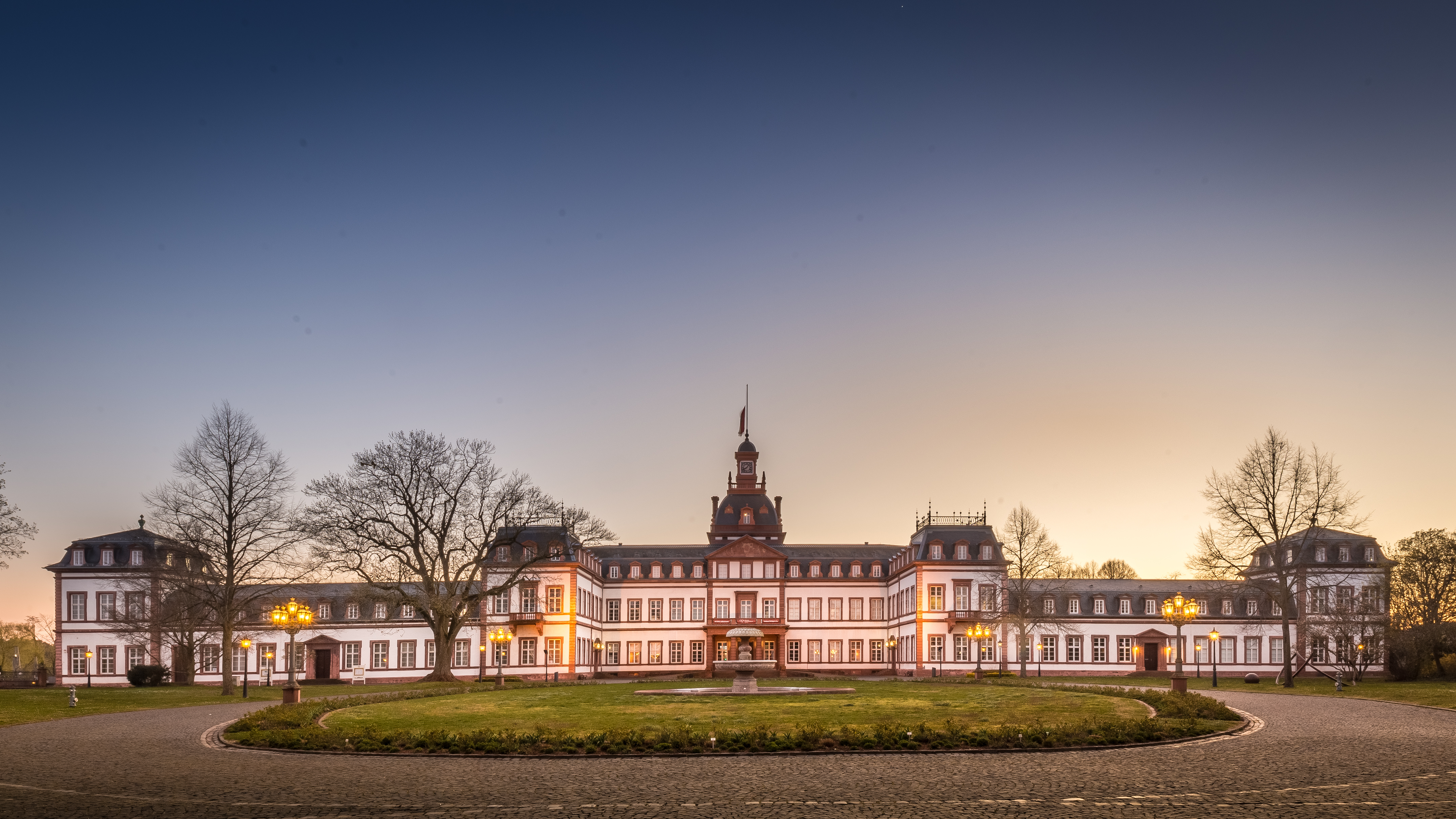
Замок Филиппсруэ (Ханау)

В конце XVII века граф Филипп Рейнхард решил построить новый дворец в стиле барокко с садом.
Строительство главного здания началось в 1701 году. В основу проекта дворцового комплекса лёг проект Хардуэн-Мансара для французского дворца Кланьи. Планы замка Ханау составил архитектор Юлиус Людвиг Ротвайл, который также руководил первыми этапами строительства, но через через год после начала строительства граф Филипп Рейнхард заменил его на француза Жака Жирара. 
Замок состоял из доминирующего центрального здания, а также из одноэтажных и двухэтажных жилых флигелей, сгруппированных вокруг внутреннего двора. Угловые павильоны построены в 1702 году, конюшни и каретный двор в 1706 году.
Последний граф Ханау, Иоганн Рейнхард III построил в 1720 году комплекс в стиле барокко и оранжерею на северо-западном конце дворцового парка. В 1736 году она была перестроена Кристианом Людвигом Германом, и её плоская крыша была заменена на мансардную.

### Вторая резиденция Дома Гессен
После смерти последнего графа Ханау дворец Филиппсруэ перешёл во владение ландграфов, а затем курфюрстов Гессен-Касселя, которые на основании договоров о наследовании в 1736 году, расширили и перестроили комплекс. Основным заказчиком строительства был курфюрст Вильгельм II, по его требованию интерьер дворцовых комнат выполнили в классическом стиле, в соответствии со вкусом того времени. Мебель, наполнявшая комнаты, не сохранилась. Первый этаж сегодня используется для хранения документации из музея истории города Ханау и искусства Ханау XX века. Единственное помещение, сохранившееся от этапа классической постройки, — бальный зал (так называемый Белый зал) с восемью коринфскими колоннами и белой лепниной в античном стиле. В 2016—2017 годах зал был отремонтирован.Сейчас его можно арендовать для мероприятий.
Поскольку у последнего курфюрста Фридриха Вильгельма не было законных потомков, наследство досталось Гессен-Румпенхайму. Титулярный ландграф Фридрих Вильгельм фон Гессен-Румпенхайм в возрасте 55 лет решил покинуть штаб-квартиру в замке Румпенхайм со своей семьёй и сделать Филипсруэ домом для престарелых. Между 1875 и 1880 годами по его поручению на центральном участке были проведены капитальные ремонтные работы и расширения, которые в значительной степени придали дворцу его нынешний вид.
Центральное крыло было расширено вперёд тремя оконными осями и получило сегодняшнюю парадную лестницу и колонный портик перед ней. В то же время, с помощью датского архитектора Фердинанда Мелдала и его коллеги из Франкфурта Рихарда Дильмана, а также плотника из Ханау Жана Кёрнера некоторые комнаты замка тоже были реконструированы. У ландграфа Фридрих Вильгельм в Магдебурге и Дрездене было несколько богато украшенных майоликовых печей, выполненных во французском стиле. Также были кованые позолоченные входные ворота в стиле французской классики, спроектированные в Париже в 1879 году.
На втором этаже, частично отреставрированном после пожара 1984 года, сохранился исторический дизайн интерьера представительских залов времен ландграфа Фридриха Вильгельма и его жены Марии Анны с деревянными вставками и лепниной. Мебель и оборудование, за исключением нескольких изразцовых печей из майолики и двух венецианских люстр, больше не доступны и теперь частично находятся в замке Фазанери недалеко от Фульды.
На первом этаже «Цапельный зал» с лепными украшениями из цапель. Двое детей ландграфов сыграли свои свадьбы здесь в 1884 и 1893 годах. Сегодня зал используется городом Ханау для торжественной регистрации свадеб.
После 1884 года наследники семьи Гессен-Румпенхайм проживали в замке до 1918 года. После этого он был оставлен семьей ландграфа, но изначально оставался полностью меблированным.
С момента присоединения Кессельштадта к Ханау в 1907 году замок находился в районе Ханау. Город взял его под своё руководство в 1919—1920 годах и выставил на продажу от имени наследников, однако покупателя найти не удалось.
В 1943 году значительная часть мебели была перенесена в замок Фазанери (ранее называвшийся Schloss Adolphseck) недалеко от Фульды, чтобы защитить от бомбардировок. Эта мера оказалась неудачной: Филипсруэ остался нетронутым, а военные действия в районе Фульды повредили мебель.
После окончания Второй мировой войны замок, приобретённый в 1950 году городом Ханау, служил коммерческим, жилым помещением, а также ратушей, так как центр города, в том числе историческая ратушь на рыночной площади были полностью разрушены в результате авианалёта 19 марта 1945 года. В 1964 году администрация города переехала в перестроенную ратушу в центре города, а в 1967 году в Филиппсруэ открылись первые залы Исторического музея Ханау.
В пожаре 7 августа 1984 года была сильно повреждена крыша замка, разрушен купол. После жарких дискуссий было решено обновить исторический купол, а не восстанавливать замок до его «первоначального» состояния в стиле барокко. С помощью исторических фотографий разрушенная внутренняя архитектура на втором этаже времён ландграфа Фридриха Вильгельма была восстановлена до первоначального вида. Однако часть произведений искусства музея была безвозвратно утеряна.
Оранжерея в северо-западном саду открылась после Второй мировой войны, использовалась в качестве кузовного цеха. Лишь на второй выставке садов штата Гессен в 2002 году обветшалое здание было отремонтировано, пристройки снесены, проемы в стенах, проделанные для цеха, закрыты. Центральному порталу восстановили вид второй половины XIX века. Сегодня оранжерея и чайный домик используются для концертов, в них проводится фестиваль сказок братьев Гримм.
Помимо Исторического музея Ханау, в залах замка располагается музей бумажного театра, а с апреля 2019 года — GrimmsMärchenReich (Старана сказок братьев Гримм).

## Парк и сад

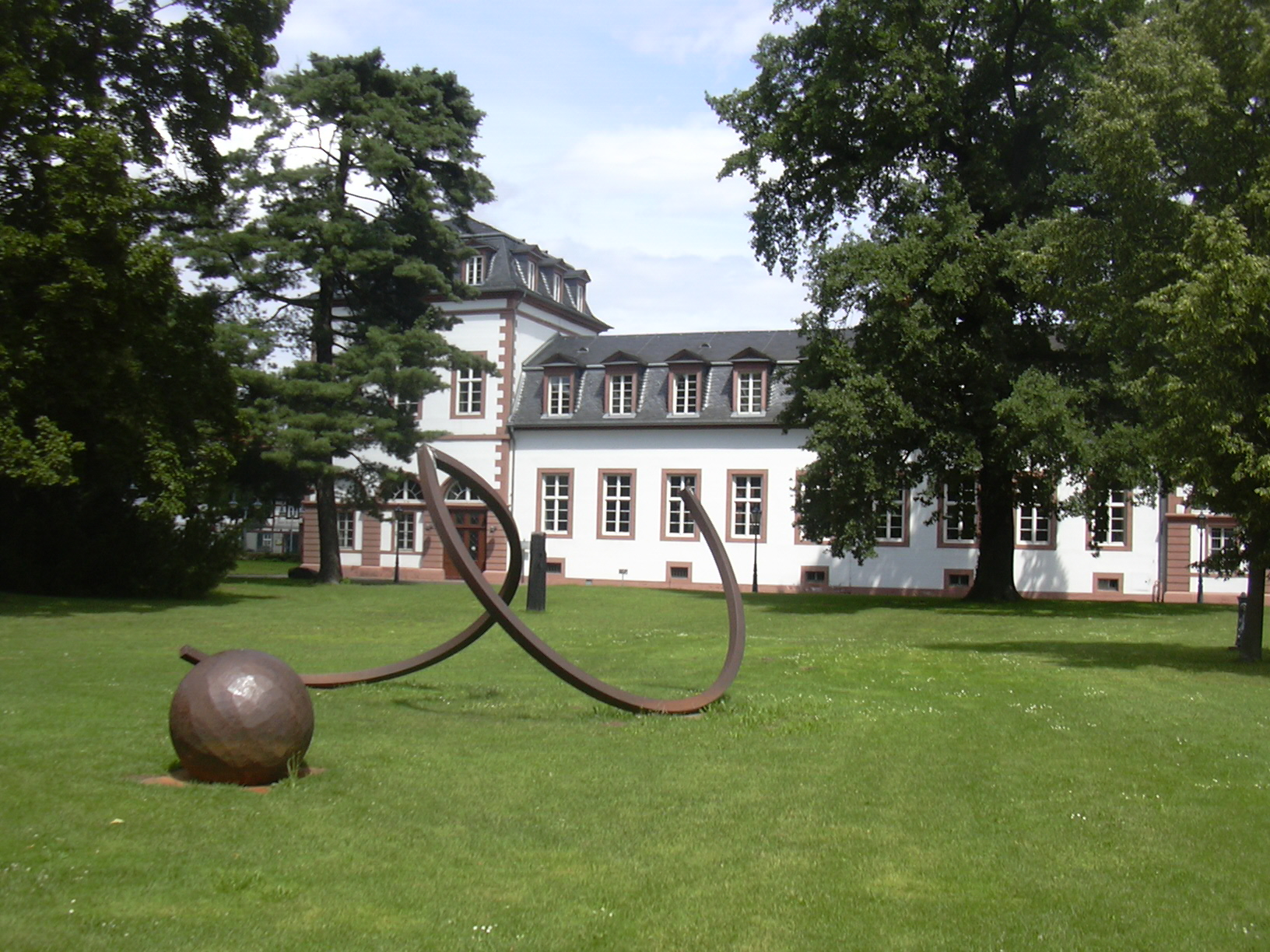
Замок Филиппсруэ, Корпус де Логис, со скульптурой Grosse Kreisstellung mit Kugel (1988) работы Альфа Лехнера

Придворный садовник Маркс Доссманн начал от имени последнего графа Иоганна Рейнхарда фон Ханау-Лихтенберга строительство сада в стиле барокко в 1696 году до начала строительства дворца. Позже за растения отвечал садовник Шнайдер. Летом 1721 года он уступил своё место Иоганну Давиду Фюльку.
Замок привлекал внимание главной осью сада, который тянулся вдоль Майна с востока на запад. В самом саду главная ось заканчивалась большим квадратом с фонтаном посередине. Слева и справа от оси располагались богато орнаментированные клумбы, окаймленные живой изгородью из самшита. Северная и южная границы сада представляли собой липовые аллеи, внешние из которых были подстрижены в форме ящика, а внутренние — в форме бочки. В качестве западной границы были посажены две дубовые изгороди, подстриженные в форме ящика. На западе за этими дубовыми изгородями находилась так называемая «роща», изначально засаженная вишневыми деревьями. Деревья и огород тянулись на запад, а к оранжерее примыкал так называемый «дынный сад», — территория, окруженная высокими каменными стенами, где можно было выращивать теплолюбивые овощи и фрукты для снабжения двора.
Между 1840 и 1880 годами курфюрсты Гессен-Кассель и ландграфы Гессен-Румпенхайм переделали сад в стиле барокко в английский ландшафтный сад с помощью шведского садовода Йенс Персон Линдал. Тем не менее, некоторые элементы сада в стиле барокко, такие как липовые аллеи, дубовые изгороди и клумбы дворцовых террас, сохранились. Несмотря на небольшое расширение территории, парк Ханау, с его небольшой площадью в 8,6 гектара и, как следствие, компактной планировкой, отличается от других английских ландшафтных садов того периода.
С середины XX века парк начал страдать из-за недостаточного ухода и городского фестиваля Ханау, который каждое лето проводится на лугах парка. Мертвые липы и другие ценные деревья больше не заменяли, лужайки были настолько сильно утрамбованы загрязнениями, что их уже нельзя было ремонтировать без особых усилий, а местами была видна только земля. Пруд высох и использовался как каток. Поэтому гражданский фестиваль в конечном итоге был перенесен в Майнвизен.
В рамках конкурсов скульпторов трёх городов в 1986, 1988 и 1990 годах всемирно известными скульпторами были созданы скульптуры в парке вокруг дворца.
Парк был отремонтирован для 2-й выставки садов земли Гессен в 2002 году в соответствии с планами Линдала. Деревья на двух липовых аллеях со стороны магистрали и вдоль оранжереи были полностью обновлены, а дубовые изгороди в направлении север-юг на западе парка были пересажены. Восстановлен пруд, окруженный искусственно сложенными базальтовыми образованиями и небольшим лесом. Его фонтан образует визуальный центр парка с его историческими деревьями (липа, ясень, клён, каштан, бук). В ходе ремонта отдельные старые деревья и группы деревьев были удалены из подлеска. Восстановлена линия обзора через парк к садовому фасаду дворца.
Изменения произошли и в прилегающей к западу территории бывшего сада и огорода. Барочная «Золотая лестница», перенесенная сюда в XIX веке, была отреставрирована вместе с высохшим фонтаном. В самом саду перед фонтаном возвели полукруглую стену высотой примерно 2,5 метра. Этот амфитеатр теперь служит местом проведения Фестиваля сказок братьев Гримм и мероприятий в рамках «Культурного лета Ханау».